# Antheuil
Antheuil là một xã ở tỉnh Côte-d'Or trong vùng Bourgogne-Franche-Comté, phía đông nước Pháp. Khu vực này có độ cao trung bình 510 mét trên mực nước biển.

## Các địa điểm nổi bật
- Le Bel Affeux, một con suối
- La Roche Percée, đá
- La Roche des Demoiselles, đá
- La Roche Plate, đá
- Château Mignon, lâu đài